# Esther Razanadrasoa

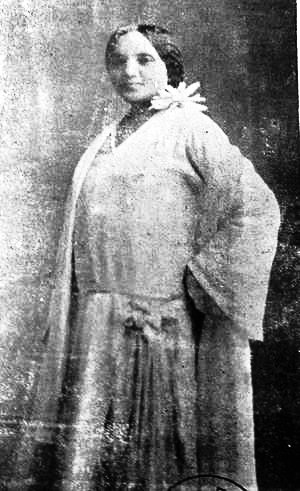
Esther Razanadrasoa

Esther Razanadrasoa, bút danh Anja-Z, (1892-1931) là một nhà thơ và tiểu thuyết gia Malagasy, người đã viết bằng ngôn ngữ Malagasy. Bà cũng là tổng biên tập của tạp chí văn học Tsara Hafatra.

## Tiểu sử
Sinh ra tại Antananarivo, Madagascar năm 1892, Esther Razanadrasoa được nuôi dưỡng trong một Hova môi trường bằng cách một người cha là một nhà báo, nhà văn và nhà soạn nhạc, và bởi một người mẹ truyền cảm hứng của mình để áp dụng bút danh của Anja-Z. Theo bước chân của cha bà, bà viết tiểu thuyết, kịch và thơ. Trong khi thơ của bà không được xuất bản trong suốt cuộc đời, bà đã xuất bản một số tiểu thuyết, một vài trong số đó được coi là rất thành công. Bà cũng là tổng biên tập của tạp chí văn học Malagasy Tsara Hafatra. Phần lớn thơ của bà là trong truyền thống kindriandina, bao gồm những suy nghĩ và khát vọng lãng mạn như thường được thực hiện bởi phụ nữ trẻ Hova.
Trong cuốn tiểu thuyết L'Orage của mình, nhà văn người Thụy Sĩ Douna Loup kể câu chuyện về Esther Razanadrasoa và người tình Jean-Joseph Rabearivelo, một nhà thơ địa phương vừa chớm nở. Nó chủ yếu dựa trên 1.200 trang nhật ký của anh tiết lộ rằng Esther sống một cuộc sống tự do đặc biệt cho một phụ nữ trong những năm 1920, kết hôn khá muộn.
Sau cái chết của bà ấy vào ngày 14 tháng 4 năm 1931, Rabearivelo kể về mối quan hệ thân thiết của mình với Razanadrasoa và xuất bản ba bài thơ của bà mà anh đã dịch sang tiếng Pháp. Theo tài khoản riêng của Rabearivelo, bà đã chết vì các chất phá thai mà bà đã thực hiện trong nỗ lực ngăn ngừa mang thai sau khi ngủ với anh ta.